# Daniel Gabriel Fahrenheit
Daniel Gabriel Fahrenheit ([ˈdaːnjɛl ˈɡaːbʁiɛl ˈfaːʁənhaɪ̯t]; Danzica, 24 maggio 1686 – L'Aia, 16 settembre 1736) è stato un fisico e inventore tedesco nato a Danzica, nell’attuale Polonia.

## Biografia

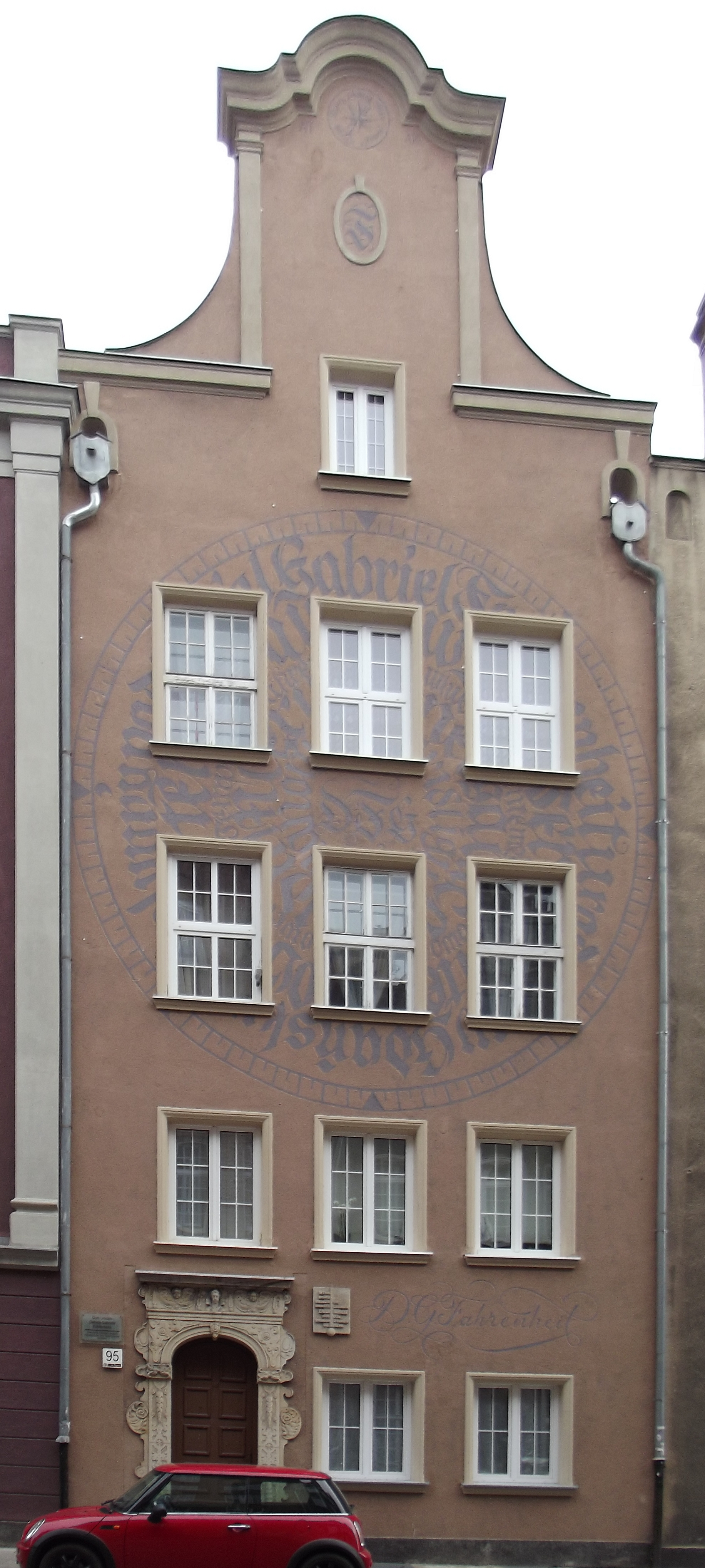
Luogo di nascita di Fahrenheit, Danzica, Polonia

Daniel Gabriel Fahrenheit nacque nell'odierna Danzica, ma passò la maggior parte della sua vita in Olanda meridionale. I Fahrenheit erano una famiglia di mercanti tedeschi che aveva vissuto in diverse città della Lega Anseatica. Il bis-nonno di Daniel Gabriel Fahrenheit era vissuto a Rostock e alcune ricerche suggeriscono che la famiglia Fahrenheit fosse originaria della cittadina di Hildesheim. Il nonno del celebre fisico si spostò da Königsberg (l'attuale Kaliningrado) a Danzica e vi si stabilì come commerciante nel 1650. Suo figlio, Daniel Fahrenheit (il padre di Daniel Gabriel), sposò Concordia Schumann, proveniente da un'illustre famiglia d'affari di Danzica.
Daniel Gabriel iniziò la carriera da commerciante ad Amsterdam, in seguito alla tragica morte dei genitori, avvenuta il 14 agosto 1701, a causa di funghi velenosi. In seguito, il suo interesse per le scienze naturali lo condusse ad intraprendere studi e sperimentazioni in questo campo. Successivamente, visitò Berlino, Halle, Lipsia, Dresda, Copenhagen e anche la sua città natale, dove il fratello viveva ancora. In questo periodo, Fahrenheit conobbe o quantomeno fu in contatto con Ole Rømer, Christian Wolff e Gottfried Leibniz. Nel 1717, si stabilì a L'Aia lavorando come soffiatore di vetro e costruttore di barometri, altimetri e termometri. Oltre a migliorare notevolmente questi strumenti, Fahrenheit ideò anche un tipo di areometro. 
A partire dal 1718, insegnò chimica ad Amsterdam. Visitò l'Inghilterra nel 1724 e nello stesso anno, nonostante avesse prodotto poche pubblicazioni scientifiche, fu eletto membro della Royal Society di Londra, dopo aver proposto il suo sistema per fabbricare termometri. 
Dall'agosto 1736, Fahrenheit visse nella casa di Johannes Frisleven in Plein Square, a L'Aia. All'inizio di settembre si ammalò gravemente di febbre gialla e in pochi giorni le sue condizioni peggiorarono a tal punto da indurlo a chiamare un notaio per scrivere il proprio testamento. Quasi una settimana più tardi morì all'età di cinquant'anni. 
Il nome di Daniel Gabriel Fahrenheit è legato principalmente ad una scala termometrica che fu ampiamente utilizzata soprattutto nei paesi anglosassoni (è ancora ufficialmente usata negli Stati Uniti e in Belize). È meglio conosciuto per aver inventato il termometro ad alcool (1709) ed il termometro a mercurio (1714). Ha scoperto, tra l'altro, che l'acqua può rimanere liquida sotto il relativo punto di congelamento e che il punto di ebollizione dei liquidi varia a seconda della pressione atmosferica. Gli è stato dedicato il cratere Fahrenheit sulla Luna.

## La scala Fahrenheit

Scale Celsius e Fahrenheit.

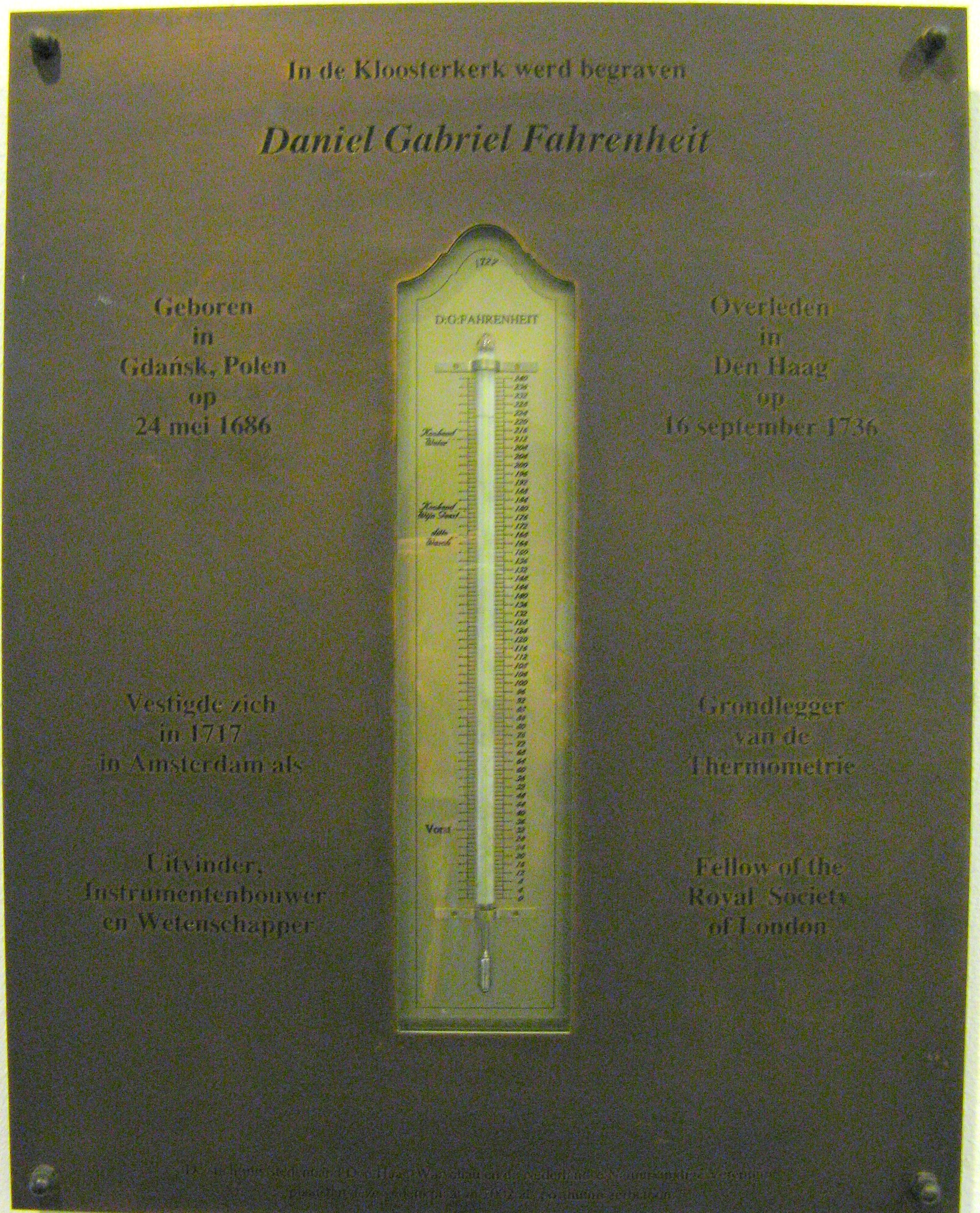
Lapide commemorativa presso il luogo di sepoltura di Fahrenheit a L'Aia

La scala Fahrenheit si basa sul valore di 32 gradi per il punto di congelamento dell'acqua e su 212 gradi per il punto di ebollizione della stessa, quindi l'intervallo tra le due, secondo il sistema Fahrenheit, è suddiviso in 180 gradi.
Nel XVIII secolo il fisico tedesco originariamente prese come zero della sua scala la più bassa temperatura ottenibile in laboratorio ai suoi tempi ovvero quella di una miscela di uguali parti di ghiaccio e cloruro ammonico e scelse i valori di 30 gradi e di 90 gradi rispettivamente per il punto di congelamento dell'acqua e della temperatura corporea umana. In base a successivi affinamenti questi valori vennero portati a 32 gradi per il punto di congelamento dell'acqua e dapprima a 96 gradi e successivamente a 98,6 gradi la temperatura corporea.
Fino agli anni settanta, la scala Fahrenheit veniva utilizzata per scopi generali ed usi comuni nei paesi anglofoni mentre la scala in gradi Celsius era adottata per scopi scientifici nella maggior parte degli altri paesi ed a livello mondiale.
Fu infatti proprio per questo massiccio utilizzo che da quel momento in poi, la maggior parte dei paesi anglofoni presero ad adottare ufficialmente la scala Celsius.
La formula di conversione per una temperatura che è espressa sulla rappresentazione Celsius è: F = (9/5 di C) + 32. Es. 37 °C=((37*9)/5)+32= (333/5)+32=66,6+32=98,6 °F per cui 37 °C=98,6 °F.